# Eanna
Eanna (sumeri: 𒂍𒀭𒈾, 'casa dels cels') va ser un antic temple sumeri. Era considerat la casa d'Innana, la deessa del planeta Venus, de l'amor i de la guerra i d'An, el déu del cel. Va originar, per la unió amb Kullaba en temps del rei Enmerkar d'Eanna, la ciutat d'Uruk.
Era un gran santuari rodejat per una muralla, construït sobre una base de pedra calcària que li garantia una llarga durada i feia 75 x 29 metres. La nau central tenia forma de T i a la capçalera transversal hi havia tres sales. La sala central era la que es dedicava al culte. Els murs exteriors, la nau central i la muralla del pati estaven decorats amb mosaics de pedra. Cap a l'any 2.100 aC, el rei Ur-Nammu va aixecar damunt del temple un ziggurat.